# Ariadna Parreu
Ariadna Parreu (Reus, 1982) és una llicenciada en Belles Arts per la Universitat de Barcelona, beca Erasmus Kunsthochschule berlín-Weissensee für Gestaltung, de Berlín, màster en Produccions Artístiques i Recerca a la Universitat de Barcelona. És també professora de Teoria de l'Art i Història de l'Art a l'Escola Massana.
Un dels seus treballs que cal destacar, en aquest procés de d'observació al voltant de qualsevol objecte o tema, és el treball que va realitzar al 2010 sobre les pizzes Boitoni. Dins del Projecte “ART/FÔNIC”una exposició d'art que utilitza la ràdio com a plataforma experimental de difusió, dins de Sant Andreu Contemporani, un programa dedicat a l'Art Emergent a Barcelona.
El seu treball funciona en diferents nivells. D'una banda, li interessa crear una lectura que es contraposa al sentit de la realitat, capgirar el que normalment entenem com el que és real, el que és autèntic, jugant amb imatges construïdes amb elements reals, en situacions irracionals, desbaratades i, d'altra banda, obres que tenen una càrrega critica contra l'establert, contra els considerats calors immutables de l'art.

## Exposicions[1]
- L'any 2008: Mostra d'Arts Visuals a l'intituto de la Juventud al Círculo de Bellas Artes de Madrid
- L'any 2016: “Soft porn” (instal·lació) en la Biennal d'Amposta

## Guardons[1]
- L'any 2010: “Premios Injuve para la Creación Joven, modalidad: Artes Visuales”, (segon premi), Madrid.
- L'any 2011: Biennal de Valls Guasch-Coranty, Valls (seleccionada)
- L'any 2011: “Premios Injuve para la Creación Joven, modalidad: Artes Visuales”, (beca), Madrid.
- L'any 2011:”Campus”, workshop organitzat per Latitudes, Espai CajaMadrid, Barcelona (beca)
- L'any 2012: BIAM-Biennal d'Art Ciutat d'Amposta, Amposta (seleccionada)
- L'any 2012: residenr a HANGAR, llarga estada. Barcelona.
- L'any 2014: resident/beca per SAC a Fabra i Coats, Barcelona.
- L'any 2016: projecte deslocalitzat Bcn Producció, LaCapella, Barcelona.